# Brunild Pepa
Brunild Pepa (Lushnjë, 27 novembre 1990) è un calciatore albanese, attaccante o centrocampista del Cuoiopelli.

## Palmarès

### Club

#### Competizioni nazionali
- Coppa d'Albania: 1

Flamurtari Valona: 2013-2014